# Along Came a Spider
Pour l’article homonyme, voir Le Masque de l'araignée.
Albums de Alice Cooper
Dirty Diamonds
(2005) Welcome 2 My Nightmare
(2011)
Along Came a Spider est le 25e album studio d'Alice Cooper et le 18e en solo. Il est sorti le 28 juillet 2008 en Europe et le 29 juillet en Amérique du Nord.
Cooper a dit sur son émission de radio (Nights with Alice Cooper) que l'histoire de l'album concerne un tueur en série nommé Spider ("spider" signifie araignée en anglais). L'histoire se penche sur Spider et les huit victimes qu'il séquestre puis assassine dans le cadre d'un plan délirant. La police est déconcertée quand elle retrouve les corps des victimes enveloppés dans de la soie, une jambe manquante. Spider a en effet besoin de recueillir huit jambes, quatre gauches et quatre droites, pour terminer la construction d'une araignée géante. Mais il est mis en difficulté pour mener à bien son projet lorsqu'il tombe amoureux de sa huitième victime.
L'album devait initialement être réalisé en 2007, mais des problèmes de planification avec le producteur ont causé du retard. De nombreuses chansons et démos ont été établies en 2007. En outre l'enregistrement et la fin de l'écriture de certains morceaux ont eu lieu en février 2008. Dans un entretien avec Billboard, Alice déclara que l'album était à 75 % réalisé le 18 avril 2007. Notons qu'en août 2007, il y eut une tentative de sortie.
Alice Cooper lança également son Along Came A Spider Tour en juillet 2008 en Europe.

## Liste des titres
| No  | Titre                               | Auteur                                                  | Durée |
| --- | ----------------------------------- | ------------------------------------------------------- | ----- |
| 1.  | Prologue / I Know Where You Live    | Alice Cooper, Danny Saber, Greg Hampton                 | 4:21  |
| 2.  | Vengeance Is Mine (feat. Slash)     | Alice Cooper, Danny Saber, Greg Hampton                 | 4:26  |
| 3.  | Wake the Dead (feat. Ozzy Osbourne) | Alice Cooper, Danny Saber, Ozzy Osbourne                | 3:53  |
| 4.  | Catch Me If You Can                 | Alice Cooper, Danny Saber, Greg Hampton                 | 3:15  |
| 5.  | (In Touch with) Your Feminine Side  | Alice Cooper, Kerri Kelli, Chuck Garric, Damon Johnson  | 3:16  |
| 6.  | Wrapped in Silk                     | Alice Cooper, Danny Saber, Greg Hampton                 | 4:17  |
| 7.  | Killed By Love                      | Alice Cooper, Kerri Kelli, Chuck Garric, James Bacchi   | 3:34  |
| 8.  | I'm Hungry                          | Alice Cooper, Danny Saber, Greg Hampton                 | 3:58  |
| 9.  | The One That Got Away               | Alice Cooper, Keri Kelli, Jani Lane                     | 3:21  |
| 10. | Salvation                           | Alice Cooper, Danny Saber, Greg Hampton, Bernard Fowler | 4:36  |
| 11. | I Am the Spider / Epilogue          | Alice Cooper, Danny Saber, Greg Hampton                 | 5:21  |

| 12. | Shadow of Yourself                        | Alice Cooper, Danny Saber, Greg Hampton                 | 3:33 |
| 13. | I'll Still Be There                       | Alice Cooper, Danny Saber, Greg Hampton                 | 3:55 |
| 14. | Salvation (Unplugged with string section) | Alice Cooper, Danny Saber, Greg Hampton, Bernard Fowler | 4:50 |

## Musiciens
- Alice Cooper - chants
- Danny Saber - guitare & claviers (pistes 1,2,3,5,6,7,8,10 & 11); slide guitare (piste 4); ebow (piste 4); basse (pistes 1,3,6,8,10 & 11); piano (piste 7); synthétiseurs (piste 4); arrangements de corde (piste 10 & 11)
- Greg Hampton - guitare (pistes 2,4,6,7,8 & 11); basse (piste 4); chœurs (pistes 1,2,3,4,6,8 & 11); arrangements de cordes (piste 2 & 11)
- Keri Kelli - guitare (pistes 5,7 & 9)
- Jason Hook - guitare (piste 5)
- Slash - guitare solo (piste 2)
- Whitey Kirst - guitare (piste 8)
- Chuck Garric - basse (pistes 2,7 & 9); chœurs (piste 2)
- Eric Singer - batterie (pistes 1,2,4,5,6,7,9 & 11)
- David Piribauer - batterie (pistes 8 & 10)
- Steffen Presley - orgue B3 (piste 6)
- Ozzy Osbourne (crédité J. Osbourne) - harmonica (piste 3)
- Bernard Fowler - chœurs (pistes 1,3,4,5,6,7,8,9,10 & 11)
- Calico Cooper - chœurs (piste 5); spoken word (piste 9)

### Musiciens en tournée
Psychodrama Tour
- Keri Kelli - guitare
- Damon Johnson - guitare
- Chuck Garric - basse
- Jimmy DeGrasso - batterie

## Charts
| Pays        | Chart                 | Meilleure position | Nombre de semaines | Première entrée  | Réf    |
| ----------- | --------------------- | ------------------ | ------------------ | ---------------- | ------ |
| Allemagne   | Media Control Charts  | 26                 | 1                  | 11 août 2008     | [ 4 ]  |
| Autriche    | Ö3 Austria Top 40     | 37                 | 5                  | 8 août 2008      | [ 5 ]  |
| Canada      | Canadian Albums Chart | 19                 | 1                  | 16 août 2008     | [ 6 ]  |
| États-Unis  | Billboard 200         | 53                 | 3                  | 16 août 2008     | [ 6 ]  |
| États-Unis  | Rock Albums           | 22                 | 1                  | 16 août 2008     | [ 6 ]  |
| États-Unis  | Hard Rock Albums      | 6                  | 2                  | 16 août 2008     | [ 6 ]  |
| Finlande    | Mitä hittiä           | 31                 | 1                  | 32e semaine 2008 | [ 7 ]  |
| France      | SNEP                  | 101                | 4                  | 2 août 2008      | [ 8 ]  |
| Norvège     | VG-lista              | 33                 | 1                  | 32e semaine 2008 | [ 9 ]  |
| Pays-Bas    | Dutch Top 40          | 76                 | 2                  | 2 août 2008      | [ 10 ] |
| Royaume-Uni | UK Albums Chart       | 31                 | 2                  | 9 août 2008      | [ 11 ] |
| Suède       | Sverigetopplistan     | 25                 | 4                  | 31 juillet 2008  | [ 12 ] |
| Suisse      | Swiss Music Charts    | 37                 | 3                  | 10 août 2008     | [ 13 ] |